# Ariadna Montiel Reyes
Ariadna Montiel Reyes (Ciudad de México, 29 de mayo de 1974) es una política mexicana, miembro del partido Morena. Es la secretaria de Bienestar desde el 11 de enero de 2022 en los gobiernos de Andrés Manuel López Obrador y Claudia Sheinbaum.

## Biografía
Ariadna Montiel tiene estudios de arquitectura en la Universidad Nacional Autónoma de México. Inicialmente fue miembro del Partido de la Revolución Democrática y de su corriente Izquierda Democrática Nacional, sus primeros cargos políticos fueron en la estructura de este partido en el entonces Distrito Federal; en 2002 fue secretaria de Jóvenes, de 2003 a 2006 fue secretaria de Finanzas y en 2006 secretaria de Relaciones Políticas y Alianzas.
En 2006 fue elegida senadora suplente de la titular María Rojo. A partir del mismo año, y hasta 2012 ocupó la dirección general de la Red de Transporte de Pasajeros del Distrito Federal, durante toda la administración del entonces Jefe de Gobierno, Marcelo Ebrard.
En 2012 fue elegida diputada a la entonces Asamblea Legislativa del Distrito Federal, de la que fue presidenta de la Mesa Directiva, y al término de dicho cargo, en 2015 fue elegida diputada federal por el Distrito electoral 23 a la LXIII Legislatura que culminaría en 2018; ahí fue secretaria de la comisión de la Ciudad de México, e integrante de las de Comité del Centro de Estudios Sociales y de Opinión Pública, de Derechos de la Niñez, de Hacienda y Crédito Público, de Para dar seguimiento a los procesos y resultados de las compras del gobierno federal, y de Educación Pública y Servicios Educativos.
En 2018, el presidente electo Andrés Manuel López Obrador anunció su nombramiento como subsecretaria de la Secretaría de Bienestar, cargo que empezó a ejercer a partir del 1 de diciembre del mismo año.
En 2022, a través de la Secretaría de Gobernación, el entonces presidente López Obrador anunció su designación como nueva titular de la Secretaria de Bienestar.
En 2024, la presidenta Claudia Sheinbaum Pardo ratificó su nombramiento como Secretaria de Bienestar del Gobierno de México, cargo que ocupa en la actualidad.